# Lichinaceae
Lichinaceae es una familia de hongos en el orden Lichinales. La mayoría de las especies están liquenizadas, y tienen una distribución amplia en regiones templadas.

## Géneros
Los siguientes géneros se encuentran en la familia Lichinaceae, según el 2007 Outline of Ascomycota. Los géneros con un signo de pregunta que los precede poseen una ubicación taxonómica incierta en la familia.
Anema — 
Calotrichopsis — 
Cryptothele — 
Digitothyrea — 
Edwardiella — 
Ephebe — 
Euopsis — 
Finkia — 
Gonohymenia — 
Gyrocollema — 
Harpidium — 
Jenmania — 
Lecidopyrenopsis — 
Lemmopsis — 
Lempholemma — 
Leprocollema — 
Lichina — 
Lichinella — 
Lichinodium — 
?Mawsonia — 
Metamelaena — 
Paulia — 
Peccania — 
Phloeopeccania — 
Phylliscidiopsis — 
Phylliscidium — 
Phyllisciella — 
Phylliscum — 
Porocyphus — 
?Pseudarctomi — 
Pseudopaulia — 
Psorotichia — 
Pterygiopsis — 
Pyrenocarpon — 
Pyrenopsis — 
Stromatella — 
Synalissa — 
Thelignya — 
Thermutis — 
Thermutopsis — 
Thyrea — 
Zahlbrucknerella